# Auguste Alleaume
Pour les articles homonymes, voir Alleaume.
Auguste Achille Alleaume, né le 22 mai 1854 à Angers et mort le 24 avril 1940 à Laval, était un peintre et un spécialiste du vitrail français de la fin du XIXe et de la première moitié du XXe siècle.

## Biographie
Il est le fils d’Auguste Symphorien Alleaume (1821-1895) et de Rose Hodée (1827-1909). Son père est l'auteur de l'ouvrage Les brevets d'invention, contenant l'horlogerie, paru en 1873. Il se marie avec Alphonsine Dymkovska, photographe. Sa fille Rose Alleaume (1890-1967) se marie avec Alexis Martinol, qui reprendre l'atelier familial.
Élève de l'École des beaux-arts d'Angers, il est apprenti dans un atelier de peinture sur verre d’Angers dirigé par Truffier et Martin. Il rejoint en 1875 l'École des beaux-arts de Paris, où il rejoint les cours libres de Jean-Léon Gérôme. Il entre dans les ateliers de maîtres-verriers comme Lusson, Leprévost. Il effectue un tour de France en 1882, où il travaille pour Lecomte et Colin à Rennes, puis va jusqu'en Belgique et Hollande où exerce son ami François Comère.
Il rejoint l'atelier d'Emmanuel-Marie-Joseph Champigneulle en 1883. Il crée son atelier à Laval situé actuellement rue du Dôme en 1893 qu'il dirige jusqu'en 1937. L'architecte de l'atelier est Louis Marchal.
Il travaille avec deux de ses frères : Ludovic Alleaume, cartonnier, et Paul (1856-1940), monteur-coupeur.
Il renouvelle l'art du vitrail par la simplification du trait, et son approche de la couleur.
Il obtient une plaquette d'honneur à l'Exposition des Arts décoratifs de Paris de 1884, puis la médaille d’or à l'Exposition du Travail de 1885, puis la médaille d’argent à l'Exposition universelle de 1899, il est diplôme d'honneur à l'Exposition des Arts décoratifs de Paris de 1925. Il est conservateur adjoint du Musée d'archéologie de Laval à partir de 1911, puis conservateur en chef à partir de 1921. Officier de l'Instruction publique, il obtient la Légion d'honneur en 1929. Une rue porte son nom à Laval. Il est vice-président, puis président de la Société des arts réunis de Laval.
Il est le frère de Ludovic Alleaume, artiste-peintre et graveur.
Il est inhumé au Cimetière de Vaufleury à Laval.

## Œuvres
Ses œuvres sont très nombreuses en Mayenne, Sarthe, Maine-et-Loire et Ille-et-Vilaine. Plus de 500 cartons, projets, maquettes de vitraux civils ou religieux sont conservés au Musée de Laval. Son inventaire par le conseil général de la Mayenne pour la région Pays de la Loire a été réalisé de 2012 à 2016 et répertorie 992 oeuvres.
Une exposition est organisée en 2014 sur Auguste Alleaume au château de Sainte-Suzanne.

### Vitraux d'églises
Quelques vitraux d'églises :
- La Baconnière, l'église Saint-Corneille-et-Saint-Cyprien, dix verrières sur la vie de Jésus de 1897-1898.
- Craon, église Notre-Dame de l'Assomption de Livré-la-Touche, église Saint-Martin de Cuillé[11], Carelles ;
- Chailland entre 1895 et 1896 ;
- différentes commandes de Myriam Thélen pour des églises et ses appartements, donc un vitrail sur la venue d'Anne de Bretagne[12] au Château de Fougères, ou encore pour l'Église Saint-Sulpice de Fougères, ou encore celle de Désertines[13];
- vitraux de la chapelle du Château de Bourgon[14] ;
- commande de la famille Alexandre-Lamerie pour l'église des Cordeliers de Laval, commande de M. et Mme  Herrenschmidt à l'église du Genest ;
- vitraux de l'église Saint-Corneille-et-Saint-Cyprien de La Baconnière, de l'église Saint-Pierre de Montflours[15] ; de l'église Saint-Rémi de Château-Gontier[16], de l'église Notre-Dame-de-l’Assomption à Chemazé, de l'église Saint-Georges à Villaines-la-Juhel, de la chapelle Saint-Joseph-des-Champs et de l'église Saint-Etienne à Entrammes, de l'église Saint-Sixte de La Chapelle-Rainsouin, de l'église Saint-Georges de Montigné-le-Brillant, vitraux de la chapelle de Larchamp;
- vitraux de l'église de Domalain[17] de Saint-Briac-sur-Mer[18] ;
- vitraux à l'église Notre-Dame de Pontorson[19] ;
- vitraux à l'église Notre-Dame-des-Airs à Saint-Cloud ;
- vitraux au château de Lorrière[20].

Il participe aussi à la restauration de vitraux anciens du XVe siècle et XVIe siècle :
- Église de Javené[21], en 1901 ;
- Église Saint-Sulpice de Fougères[22], en 1926 ;

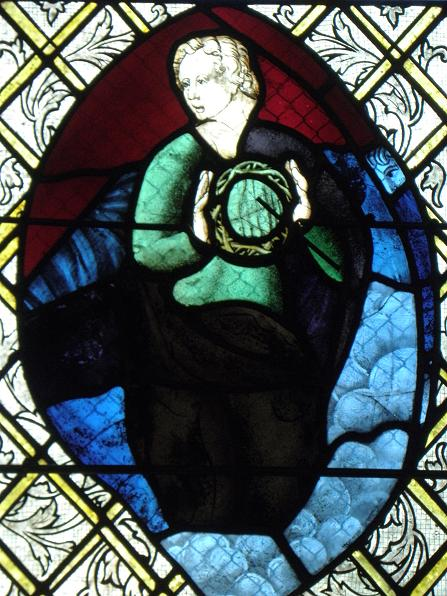
Ange à la couronne d'épines.
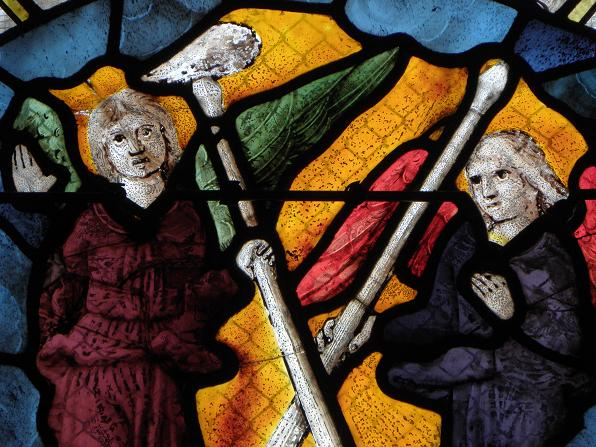
Anges avec les lances et l'éponge de la Passion.
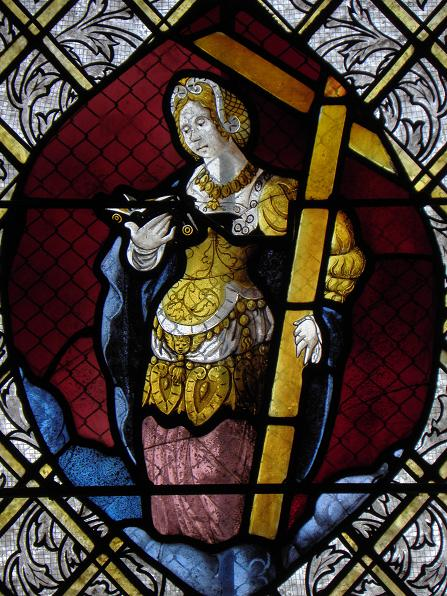
Sainte-Hélène.
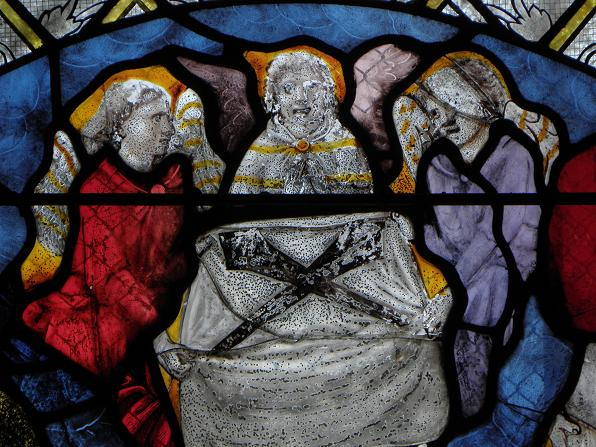
Anges avec les clous de la Passion.
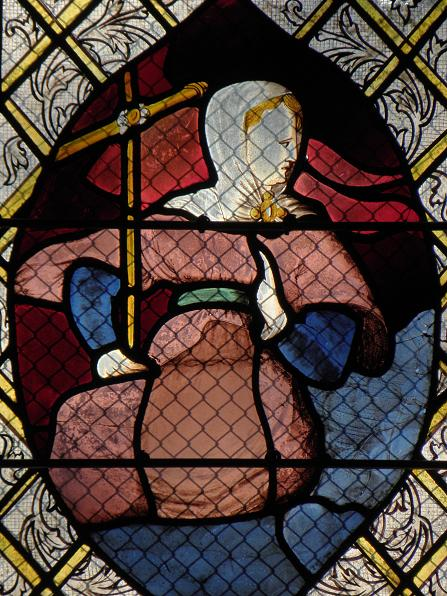
La Foi.

- Église Saint-Vénérand de Laval[23] ;
- verrière de l' Arbre de Jessé[24],[25] de l'église de Montaudin ;
- verrière de l' Annonciation[26] de l'Église de La Bazouge-des-Alleux.

### Divers
- A Laval, vitraux dans la maison du docteur Loiseleur, quai d'Avesnières ; vitrail disparu des Bains-douches de Laval ;
- A Rennes, en 1911, vitraux dans la maison de l'architecte Hyacinthe Perrin, 14-16 rue Lesage à Rennes (Ille-et-Vilaine)[27] ;
- Chapelle funéraire de la famille Derenne-Dudouet à Laval, de la famille Robert-Glétron à Vaiges.

### Vitraux patriotiques
Il est l'auteur de plusieurs vitraux patriotiques dont ceux des églises de La Bazouge-du-Désert, Combourtillé, Saint-Jean-sur-Erve, et l'église de Saint-Julien-des-Églantiers à Pré-en-Pail. Plusieurs de ses vitraux patriotiques reprennent le sujet de Jeanne d'Arc à Loupfougères, et Saint-Fraimbault-de-Lassay.

## Publications
- « Les vitraux de Saint-Mars-sur-Colmont et les Frères de Heemsce », Bulletin de la Commission historique et archéologique de la Mayenne,‎ 1897, p. 104-111 (lire en ligne).